# Lycenchelys folletti
Lycenchelys folletti és una espècie de peix de la família dels zoàrcids i de l'ordre dels perciformes.

## Morfologia
- Els mascles poden assolir 15,8 cm de longitud total.[4]

## Alimentació
Menja gastròpodes.

## Hàbitat
És un peix marí i d'aigües profundes que viu entre 660-953 m de fondària.

## Distribució geogràfica
Es troba al Pacífic oriental central: des del Golf de Califòrnia fins al Mèxic central.

## Observacions
És inofensiu per als humans.